# Pyrgulopsis chupaderae
Pyrgulopsis chupaderae är en snäckart som först beskrevs av Taylor 1987.  Pyrgulopsis chupaderae ingår i släktet Pyrgulopsis och familjen tusensnäckor. IUCN kategoriserar arten globalt som otillräckligt studerad. Inga underarter finns listade i Catalogue of Life.